# Water Planet
Water Planet (deutsch „Wasserplanet“) ist das dritte Studioalbum der Reutlinger Space-Rock-/Psychedelic-Rock-Band The Spacelords. Es wurde am 20. Oktober 2017 über das Krefelder Musiklabel Tonzonen Records veröffentlicht. Neben der Digipak-Version erschien auch ein auf 1.000 Exemplare limitierte blaues Splatter-Vinyl.

## Entstehung
Die Aufnahmen für das Album fanden in den Jahren 2016 und 2017 in den Far Out Studios statt. Für die Aufnahme und den Mix zeichnete Marcus Schnitzler verantwortlich, das Mastering übernahm Eroc.

## Cover
Das komplett in blau gehaltene Cover wurde von Marcus Schnitzler kreiert. Es zeigt angeschnitten im Hintergrund einen Planeten und im Vordergrund eine Unterwasserszene, in der neben natürlich wirkenden Elementen auch künstlich erschaffene platziert sind.

## Lieder
Das Album besteht aus drei Liedern, deren Urheberschaft gemeinschaftlich bei The Spacelords liegt:
1. Plasma Thruster – 11:00
2. Metamorphosis – 11:43
3. Nag Kanya – 19:34

## Rezeption
In der Rezension des Rock Hard erhält das Album 8,0 von 10 möglichen Punkten und der Redakteur konstatiert:

„Mit „Water Planet“ setzen sich THE SPACELORDS aus Reutlingen an der Spitze der nach wir vor ziemlich vitalen deutschen Psychedelic-Szene fest. [...] Einfach beeindruckend, mit welcher Finesse, Unbeschwertheit und Charme das Trio [...] hier in fremde Welten entführt.“

Als persönliche Note hob der Rezensent des belgischen Online-Magazins Dark Entries den Song Plasma Thruster hervor, da dieser „ein eindringliches Killerriff“ habe, welches sich tief in sein Gehirn geschmiegt habe und den Song daher zu seinem Lieblingstrack mache. Darüber hinaus hält er grundsätzlich fest:

“De nieuwe trip in drie extra lange delen is een intensieve psychedelische reis en een magische expeditie met kosmische dimensies.”

„Der neue Trip in drei extra langen Abschnitten ist eine intensive psychedelische Reise und eine magische Expedition mit kosmischen Dimensionen.“

Bei Musikreviews.de erhält das Album von Thoralf Koß 10 von 15 möglichen Punkten und das Fazit:

„Souveräner, klischeebeladener und darum gerade für alle Freunde dieser Musik-Sparte so wertvoller Space Rock mit Stoner-, Psychedelic- und Krautrock-Schlagseite erwartet einen, wenn sich die Götter des instrumentalen Musik-Alls, THE SPACELORDS, ihren universalen Trip zum „Water Planet“ durchstarten.“